# بايلين
بلدية بايلين (بالإسبانية: Bailén) هي بلدية تقع في مقاطعة خاين التابعة لمنطقة أندلوسيا جنوب إسبانيا.

## الديموغرافيا
بلغ عدد سكان بلدية بايلين 18.741 نسمة عام 2011 (وفقاً للمعهد الوطني للإحصاء الإسباني).
| 17.408 | 17.481 | 17.736 | 18.202 | 18.798 | 18.785 | 18.741 |

## توأمة
لبايلين اتفاقيات توأمة مع كل من:
- موستوليس
- سبيتسيس
- Yapeyú, Corrientes [الإنجليزية]‏

## أعلام
- غريغوريو مانزانو